# Вишневский, Иван Всеволодович
Ива́н Все́володович Вишне́вский (27 сентября [9 октября] 1888, Вильгорт, Чердынский уезд, Пермская губерния — 2 декабря 1920, Екатеринбург) — священник Православной Российской Церкви, священномученик. Причислен Церковью к лику святых в 2002 году.

## Биография
Иоанн родился 27 сентября (10 октября) 1888 года в селе Вильгорт Чердынского уезда Пермской губернии (ныне в Чердынском районе Пермского края). Крещён в родном селе, в Свято-Троицком храме 1779 года постройки. В 1905 году Иван окончил Екатеринбургское духовное училище, после чего поступил в Пермскую духовную семинарию. В семинарии он проучился лишь один год, оставив обучение.
С 17 февраля 1907 года юноша стал служить псаломщиком в храме Святой Троицы села Шарташского, а с мая того же года — в Знаменской церкви Верхнего Тагила. По прошению от 2 мая 1908 года Иоанна перевели в Христорождественскую церковь села Реутинского Камышловского уезда.
7 июня 1911 года Иоанн был направлен в православную Свято-Николаевскую церковь, в заводское поселение Верх-Нейвинск Екатеринбургского уезда. Иоанн Всеволодович совмещал службу в православном храме с преподаванием математики в верх-нейвинском мужском училище.
10 июня 1915 года вновь был переведён в верхнетагильскую Знаменскую церковь.
31 января 1916 года Иоанн Вишневский обвенчался с Евдокией Елпидифоровной. Годом позднее, в 1917 году, у супругов родилась дочь Ольга.
1 апреля 1916 года Иоанн был рукоположен в сан диакона епископом Екатеринбургским и Ирбитским Серафимом (Голубятниковым) за литургией преждеосвященных Даров в Николаевском храме при Нуровском приюте города Екатеринбурга. Диакон Иоанн продолжил служение в Знаменском храме, пока 3 февраля 1917 года не был переведён в Спасо-Преображенский собор Невьянска. В Невьянске отец Иоанн стал свидетелем революционных событий в России и начала Гражданской войны.
В ноябре 1919 года епископом Екатеринбургским и Ирбитским Григорием (Яцковским) диакон Иоанн был рукоположен в сан священника. Его направили на служение в церковь святого Прокопия Устюжского, в село Федьковка Шуралинской волости. В Федьковке отец Иоанн был очень уважаем. Признание и уважение Иоанна Вишневского среди сельчан мешало местным большевикам вести политическую агитацию, из-за чего на священника доносили начальнику милиции 1-го района Екатеринбургского уезда. В одном из доносов сообщалось: «Нет никакой возможности вести какую-либо политпросветительскую работу в деревне, так как поп Вишневский опутал своей паутиной граждан села Федьковка и нагло, почти в открытую смеётся над братьями-коммунистами N. …».
В июле 1920 года местными большевиками проводились лекции на тему «Религия и коммунизм». Библиотекарь А. А. Манаков подобрал необходимую литературу и стал читать лекцию по книге. В это время в библиотеку вошёл Иоанн Вишневский и сказал: «Бросьте вы эту ерунду читать!» Он вырвал книгу из рук Манакова и попытался порвать. Лекция была сорвана. Священнослужитель неоднократно срывал антирелигиозные мероприятия. Единожды он принёс на лекцию гармонь и стал играть на ней, заглушая слова лектора.
Местные власти многократно просили изолировать отца Иоанна. 9 октября 1920 года он был арестован. Священника обвинили в «дискредитировании советской власти и антирелигиощной пропаганде среди тёмных масс». Отец Иоанн отрицал обвинения, объясняя свой арест желанием местных властей свести с батюшкой личные счёты. Священника заключили в концлагерь до окончания Гражданской войны.
19 ноября (2 декабря) 1920 года Коллегия Екатеринбургской Губернской ЧК, рассмотрев дело отца Иоанна, вынесла постановление: «Священника Вишневского Иоанна Всеволодовича подвергнуть высшей мере наказания — расстрелять». Приговор вскоре был приведён в исполнение.

## Семья
- Отец — Всеволод Вячеславович (1859—1910). Происходил из семьи чиновника из Перми. В 1894 году перешёл в духовенство, принял священнический сан и служил в разных храмах Екатеринбургской епархии, совмещая службу с работой преподавателем.[3]
- Мать — Надежда Ивановна (1864—1916). Была дочерью священника и тоже занималась учительской деятельностью. Преподавала математику в Пермской гимназии и других учебных учреждениях.[3]
- Супруга — Евдокия Елпидифоровна. Дочь псаломщика Знаменской церкви Верхнего Тагила Елпидифора Голубчикова.[3]
- Дочь — Ольга.[3]

## Канонизация
17 июля 2002 года Священный синод Русской православной церкви причислил отца Иоанна Вишневского к лику святых в сонме новомучеников и исповедников Российских.

## Память
День памяти святого — 2 декабря.
11 февраля 2024 года по благословлению епископа Нижнетагильского и Невьянского Феодосия (Чащина) воскресной школе «Преображение» при храме Воскресения Христова в посёлке Верх-Нейвинском было присвоено имя священномученика Иоанна Вишневского.